# عقرب سوطي ساكي
عقرب سوطي ساكي (الاسم العلمي: Thelyphonus suckii) هو نوع من العنكبوتيات يتبع جنس العقرب السوطي من الفصيلة العقارب السوطية.